# Tvåpunktsperspektiv

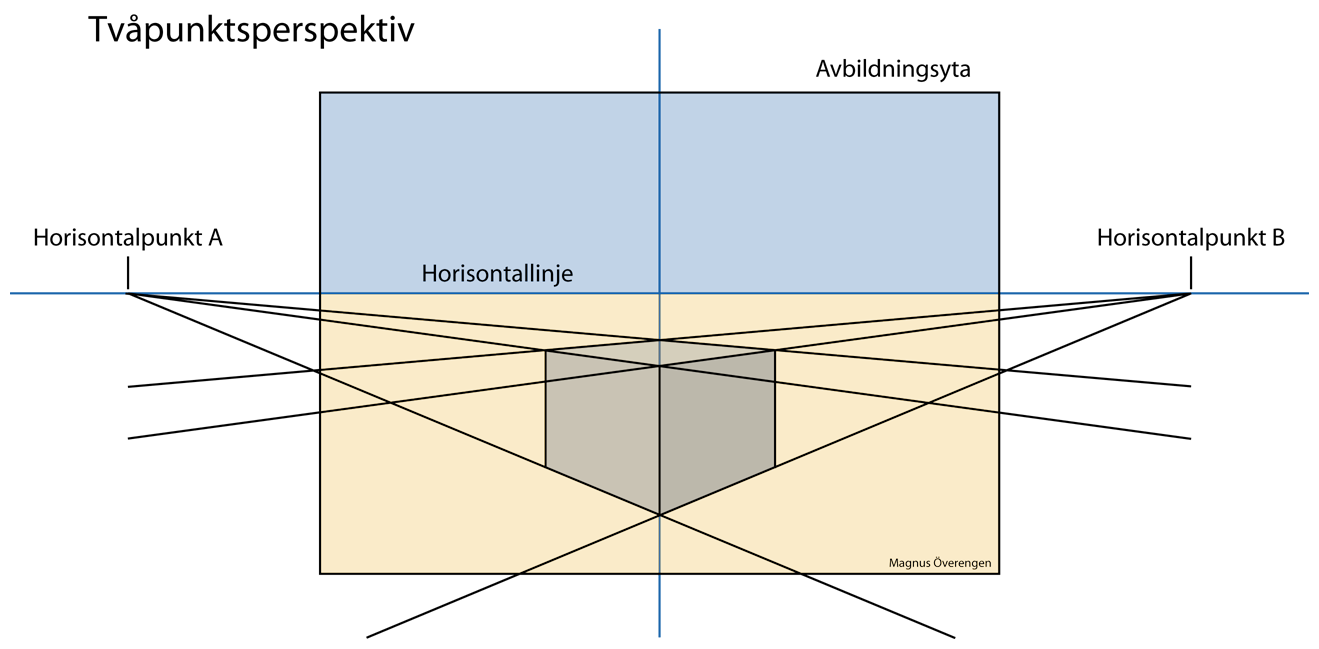
Illustration föreställande ett tvåpunktsperspektiv.

Tvåpunktsperspektiv är en metod med vars hjälp ett tredimensionellt objekt avbildas på en tvådimensionell yta. Tvåpunktsperspektivet använder sig av två flyktpunkter placerade i höjd med horisontallinjen.